# Sara García Alonso
Sara García Alonso (Lleó, 1989) és una biòloga molecular i candidata a astronauta espanyola. El novembre de 2022, va ser seleccionada per l'Agència Espacial Europea en qualitat de reserva, i va esdevenir així la primera dona espanyola candidata a astronauta.

## Trajectòria
García va estudiar el grau i el màster de biotecnologia per la Universitat de Lleó. El 2018, es va doctorar cum laude en biologia molecular del càncer i va ser premi extraordinari de fi de carrera. Durant el seu temps com a candidata a doctora, va treballar com a assistent de recerca universitària per al Consell Superior de Recerques Científiques (CSIC) realitzant recerques sobre medicina del càncer.
Des de 2019, treballa com a investigadora postdoctoral en el Centre Nacional de Recerques Oncològiques, on lidera un projecte per a descobrir nous fàrmacs contra el càncer de pulmó i de pàncrees en el laboratori del bioquímic espanyol Mariano Barbacid.
Al novembre de 2022, l'Agència Espacial Europea va seleccionar-la com a reserva per a la nova promoció d'astronautes. Juntament amb Pablo Álvarez Fernández, tots dos van ser seleccionats entre més de 22.000 candidats de tot Europa. Els dos candidats són els primers espanyols seleccionats per l'Agència Espacial Europea des de Pedro Duque, que va ingressar al cos d'astronautes el 1992.